# زبان‌شناسی زیستی
زبان‌شناسی زیستی (به انگلیسی: Biolinguistics)، مطالعه زیست‌شناسی و تکاملِ زبان است. زبان‌شناسی زیستی حوزه‌ای میان رشته‌ای متشکل از علوم زبان‌شناسی، زیست‌شناسی، عصب‌شناسی، روان‌شناسی، ریاضیات و سایر رشته‌ها است.
این حوزه تلاش می‌کند تا عملکرد چرخه‌ای را در ذهن بیابد که ما را قادر می‌سازد تا اصول و مبانی زبان را بفهمیم.
دیدگاه زبان‌شناسی زیستی از نیم قرن پیش در میان زبانشناسان تحت تأثیر تحولات زیست‌شناسی و ریاضیات شکل گرفته‌است. این امکان وجود دارد که اصول اساسی زبان وابسته به طبیعت است.
اگر این قانون را در سیستمهای موجود شناخته شده هم در انسان‌ها و هم جانوران مطالعه کنیم این سؤال پیش می‌آید که چه چیزی اجازه می‌دهد تا ذهن ما زبان را بسازد؟ آیا چرخه‌ای وجود دارد که یک جزء منحصربه‌فرد توانایی ما را در ساختن جمله افزایش می‌دهد و در ارتباط بین خودمان با افراد دیگر، گروهی از اشیاء را گردآورده و ارتباط بین آنها را برقرار کرده تا معنی آنها را دریابیم؟ این سؤال‌ها در زبان‌شناسی زیستی مورد بررسی قرار می‌گیرند.